# Hugo Stiefenhofer
Hugo Stiefenhofer (* 5. November 1861 in Oberstadion; † im Januar 1937) war ein württembergischer Oberamtmann.

## Leben
Stiefenhofer, Sohn eines Domänenrats und Rechtsanwalts sowie katholischer Konfession, studierte von 1882 bis 1888 zunächst katholische Theologie und danach Regiminalwissenschaften in Tübingen. Er legte 1888 die erste und 1889 die zweite höhere Dienstprüfung ab.
1890 trat er in die württembergische Innenverwaltung ein. Er leitete als Oberamtmann die Oberämter Horb von 1899 bis 1902, Biberach von 1902 bis 1914 und Ravensburg bis 1929. Er erhielt die Titel Regierungsrat 1907/08 und Landrat 1928.